# Зятковцы (село)
Зятко́вцы (укр. Зятківці) — село на Украине, находится в Гайсинском районе Винницкой области.

## История
В начале ноября 1919 года в Зятковцах проходили переговоры между командованием Украинской Галицкой армии и представителями войск Деникина о прекращении боевых действий между УГА и Вооруженными силами Юга России и о подписании между сторонами перемирия и заключения военного союза, который был заключен здесь же, в Зятковцах, 6 ноября 1919 года.

## Справочная информация
Код КОАТУУ — 0520882209. Население по переписи 2001 года составляет 1270 человек. Почтовый индекс — 23751. Телефонный код — 4334.
Занимает площадь 4,157 км².

## Персоналии
- Евдокия Зуиха (1855—1935) — украинская и советская народная певица, фольклористка.

## Адрес местного совета
23751, Винницкая область, Гайсинский р-н, с. Зятковцы, ул. Соборная, 11В